# بئر حداده
بئر حداده (به عربی: بئر حدادة) یک شهرداری در الجزایر است که در استان سطیف واقع شده‌است.